# 主人公 (さだまさしの曲)
「主人公」（しゅじんこう）は、さだまさしの楽曲である。自身のアルバムに収録されたうちの1曲だったが、後にセルフカバーし、自身初のCDシングルのひとつとしても発表した。

## 概要
1978年発表のアルバム『私花集』の終曲。さだまさしの代表曲の一つであり、デビュー40周年を記念し、500曲を超える楽曲の中からファン投票を行った際にも人気投票で1位を獲得。さだまさしファンによるほとんどすべての人気投票やアンケートでも1位となっている。
1993年の第44回NHK紅白歌合戦でも歌唱した。

## 8cmCDシングル盤
1988年3月25日に、さだまさし自身初のCDシングルとして二つのシングルが発売された。収録されたのは、前年（1987年）に発表の前シングル曲である「風に立つライオン」とアルバム『うつろひ』から「黄昏迄」のカップリング、そしてアルバム『帰郷』でセルフカバーした「主人公」とアルバム『夢供養』から「まほろば」のカップリングによる計4曲。

### 収録曲
この時期に発表したさだの作品はすべて作詞ではなく「作詩」とクレジットされている。
| 全作詞・作曲: さだまさし、全編曲: 渡辺俊幸。 |              |            |            |      |
| #                                            | タイトル     | 作詞       | 作曲・編曲 | 時間 |
| 1.                                           | 「主人公」   | さだまさし | さだまさし | 5:25 |
| 2.                                           | 「まほろば」 | さだまさし | さだまさし | 4:26 |
| 合計時間:                                    | 合計時間:    | 9:51       |            |      |

## カバー

### 田尾安志
1983年には当時中日ドラゴンズの外野手だった田尾安志がカバーし、シングルとして発売した。田尾盤は3万枚以上を売り上げ、この曲の印税でナゴヤ球場の20席分を購入し、恵まれない子供たちを招待した。B面の「父の手紙ときよしこの夜」には、さだまさしもコーラスで参加している。

#### 収録曲（田尾盤）
田尾盤では作詞ではなく「作詩」とクレジットされている。
| #  | タイトル                   | 作詞・作曲 | 編曲     | 詩・朗読 |
| -- | -------------------------- | ---------- | -------- | -------- |
| 1. | 「主人公」                 | さだまさし | 渡辺俊幸 |          |
| 2. | 「父の手紙ときよしこの夜」 |            |          | 高木恭造 |

### その他のカバー
- R40（アルバム『君が眠ったあとに』、2009年）
- 井筒香奈江（アルバム『時のまにまにIV 時代』、2014年）
- 折坂悠太（アルバム『みんなのさだ』、2023年）
- 木山裕策（アルバム『ラヴ&メモリーズ』、2020年）
- 佐藤勢津子（アルバム『今日涙して 明日笑おうぞ』、2007年）
- 瀬戸内美八（アルバム『麗人 REIJIN -Season 2』、2015年）
- 雪村いづみ（アルバム『Nothing But the Truth〜さだまさしを唄う〜』、1997年）

また、峠恵子もインターネット配信向けにカバーしており、BS朝日の『鉄道・絶景の旅』オープニングテーマともなっている。